# Lacerna problematica
Lacerna problematica är en mossdjursart som beskrevs av Gordon 1984. Lacerna problematica ingår i släktet Lacerna och familjen Lacernidae. Inga underarter finns listade i Catalogue of Life.